# ジョエル・ホプキンス
ジョエル・ホプキンス（Joel Hopkins, 1970年9月6日 - ）はイギリスの独立系映画監督・脚本家。
初長編映画『Jump Tomorrow』（2001年）、ダスティン・ホフマン主演の『新しい人生のはじめかた』（2008年）で知られる。

## 生い立ち
ロンドンで建築士マイケル・ホプキンスの子として生まれた。大学入学時にニューヨークに引っ越した。

## キャリア
2001年の初長編映画『Jump Tomorrow』は、ニューヨーク大学（NYU）Tisch芸術学校にいた時分の1998年短編映画『Jorge』に基づく。『Jorge』でNYUのWasserman賞と10万ドルを獲得し、長編にした。『Jump Tomorrow』は批評家が称賛したが限定公開で、見る人は少なかった。同作はDouglas Hickox賞と最優秀脚本賞に入選。2002年の英国アカデミー賞Carl Foreman賞新人賞など各賞を総なめした。
2005年の子供用映画『ナニー・マクフィーの魔法のステッキ』の監督候補に挙がった時に同作の脚本家・女優のエマ・トンプソンに出会う。その後、彼女がブロードウェイの舞台でダスティン・ホフマンと共演しているのを見、二人の間の化学反応を生かした脚本を書くことにする。年老いたが人生を楽しんでいる、両親の友人も脚本のアイデア元だった。こうして『新しい人生のはじめかた』が生まれ、批評家に好まれた。
2013年の新作『ラブ・パンチ』はトロント国際映画祭で上映された。

## 主な監督作品

### 映画
- Jump Tomorrow (2001) - 兼原作
- 新しい人生のはじめかた Last Chance Harvey (2008) - 兼脚本
- ラブ・パンチ The Love Punch (2013) - 兼脚本
- ロンドン、人生はじめます Hampstead (2017) - 兼脚本

### 短編映画
- Jorge (1998)